# Липа, Дуа
Ду́а Ли́па (англ. и алб. Dua Lipa; род. 22 августа 1995, Вестминстер, Большой Лондон) — британская певица косоварского происхождения, автор песен и модель. В 2015 году она подписала контракт с Warner Bros. Records и вскоре выпустила там свой первый сингл. В декабре 2016 года при поддержке журнала The Fader был снят документальный фильм о певице, See in Blue. В январе 2017 года певица получила премию EBBA Public Choice Award.
2 июня 2017 года состоялся релиз её одноимённого дебютного альбома. Отдельно от альбома вышло семь синглов, двое из которых стали сразу успешными в британских чартах; «Be the One» и «IDGAF». А занявший первое место в Британии (UK Singles Chart) сингл «New Rules» сумел также попасть на шестое место в чартах США. В феврале 2018 года Липа выиграла две премии Brit Awards в номинации British Female Solo Artist and British Breakthrough Act. В апреле сингл Липы и Кельвина Харрисса «One Kiss» также сумел достичь первого места в UK Singles Chart.
В феврале 2019 года на церемонии Grammy Awards Дуа Липа получила две награды: в категориях «Лучший новый исполнитель» и «Лучшая танцевальная запись» за сингл «Electricity» (совместно с дуэтом Silk City).
Второй студийный альбом певицы Future Nostalgia был выпущен в марте 2020 года и получил признание критиков. Альбом стал первой пластинкой № 1 для Липы в Великобритании; ведущий сингл «Don’t Start Now» занимал вторые места в британском (UK Singles Chart) и американском (Billboard Hot 100) хит-парадах.
На прошедшей 14 марта 2021 года 63-й ежегодной церемонии вручения наград «Грэмми» певица была удостоена премии в категории «Лучший вокальный поп-альбом» (Future Nostalgia).

## Ранние годы
Родилась в Вестминстере, Лондон 22 августа 1995 года. Её имя Дуа с албанского языка переводится как «Я люблю», «Я хочу» или «Я нуждаюсь». Её родители — этнические албанцы из Косова, покинули Приштину в 1990-х годах. Обучалась в Sylvia Young Theatre School. Липа росла, слушая музыку своего отца, певца Дукагжина Липы. В 2008 году вместе с семьёй вернулись в Косово, когда страна провозгласила свою независимость от Сербии. В возрасте 15 лет она снова уехала в Лондон, поскольку хотела продолжить свою музыкальную карьеру, и стала жить со своими друзьями. В возрасте 16 лет начала карьеру модели.
В возрасте 14 лет она начала размещать на YouTube кавер-версии своих любимых песен таких исполнителей, как Кристина Агилера и Нелли Фуртадо. В 2013 году снялась в телевизионной рекламе The X Factor.

## Карьера

### 2015—2017: Прорыв иDua Lipa
В 2015 году Липа начала работать над своим дебютным альбомом на лейбле Warner Bros. Records. В августе того же года она выпустила свой дебютный сингл «New Love»,, продюсерами которого выступили Эмиль Хейни и Эндрю Уайатт. В октябре 2015 года состоялся выпуск второго сингла «Be the One». Автором песни выступила Люси «Поус» Тейлор. Он имел успех в Европе, достигнув первого места в Бельгии, Польше и Словакии, а также попал в первую десятку 11 европейских стран. В Австралии и Новой Зеландии песня заняла 6 и 20 место, соответственно.
Свой музыкальный стиль певица определяет как «дарк-поп». 30 ноября 2015 года она была номинирована на включение в список Sound of…2016. В январе 2016 года начался её первый концертный тур по Великобритании и Европе.
18 февраля 2016 года Дуа Липа выпустила свой третий сингл «Last Dance», за которым 6 мая того же года последовал «Hotter than Hell». Он стал хитом во всём мире, в частности в Великобритании, где сумел достичь 15 места. 26 августа состоялся релиз пятого сингла «Blow Your Mind (Mwah)». Он стал первым синглом певицы, которому удалось попасть в US Billboard Hot 100, достигнув 72 позиции. «Blow Your Mind (Mwah)» также сумел попасть в Billboard Dance Club Songs chart и достиг 23 места в Billboard Mainstream Top 40. В июле 2017 года во время первого посещения Москвы певица провела акустический мини-концерт на крыше гостиницы The Ritz-Carlton, где исполнила три песни («Blow Your Mind (Mwah)», «Be the One» и «New Rules»).
В ноябре 2016 года Шон Пол при участии Липы выпустил сингл «No Lie». В декабре 2016 года при поддержке журнала The Fader был снят документальный фильм о певице, See in Blue. В январе 2017 года Мартин Гаррикс при участии Липы выпустил сингл «Scared to Be Lonely».
2 июня 2017 года вышел её одноимённый дебютный альбом. Её седьмой сингл «New Rules» сумел достичь первого места в Великобритании. Таким образом он стал также первым за два года синглом женщины-исполнительницы, который достиг высших чартов Великобритании со времён песни Адель 2015 года «Hello». Песня стала самым продаваемым синглом на сегодняшний день и сумела попасть в top 10 разных стран, включая 2 места в Австралии и 7 места в Канаде, а также 11 места в США. Тогда же в июне Липа выступила на Glastonbury Festival. В декабре 2017 года Липа заняла первое место на стримминговом сервисе Spotify среди женщин-исполнителей по числу прослушиваний/просмотров пользователями из Великобритании. Четыре сингла сумели попасть в десятку лучших 2017 года: «Be the One», «Bridge over Troubled Water» (благотворительный сингл Саймона Коуэлла, записанный для семей жертв пожара в здании Grenfell Tower в Лондоне), «New Rules» и «No Lie».

### 2018—2022:Future Nostalgia
В январе Липа была номинирована в пяти номинациях 2018 Brit Awards. Она получила номинации в British Female Solo Artist, British Breakthrough Act, MasterCard British Album of the Year (Dua Lipa), British Single of The Year («New Rules») и British Video of The Year («New Rules»). Это первый раз, когда женщина-исполнитель получила пять номинаций на Brit Award. Она выступила на церемонии награждения и победила в номинациях British Female Solo Artist и British Breakthrough Act.
Через социальные сети Липа объявила о том, что работает над материалом для своего второго студийного альбома. Она сотрудничает с MNEK, который был соавтором её сингла «IDGAF». Также Липа работала с продюсером Whethan над песней «High», которая вошла в саундтрек фильма «Пятьдесят оттенков свободы», вышедшего в феврале 2018 года.
6 апреля 2018 года Липа выпустила совместный с Кельвином Харрисом сингл «One Kiss», который 20 апреля возглавил британский хит-парад UK Singles Chart, став вторым для Липы чарттоппером в Великобритании. Липа была не только вокалисткой на этом треке, но и его соавтором.
8 мая было анонсировано участие Липы в церемонии открытия Финала Лиги чемпионов УЕФА.
26 мая 2018 года певица выступила в Киеве на стадионе НСК «Олимпийский». Эфир транслировался на 220 стран мира.
В том же месяце она объявила, что её второй альбом вдохновлён Принсом и OutKast. Также было сообщено, что она планирует сотрудничать с различными исполнителями на протяжении всего 2018 года, в частности с проектом Марка Ронсона и Дипло Silk City. Ронсон позже подтвердил, что название песни будет «Electricity». Её релиз состоялся 9 сентября. Приняла участие в собственном музыкальном фестивале вместе со своим отцом, — SunnyHill Festival. В августе, когда она снова вернулась в Косово для проведения фестиваля, мэр Приштины Шпенд Ахмети вручил ей ключ от города. В сентябре Липа выступила на Гран-при Формулы-1 Сингапура 2018 года. 19 октября Липа выпустила эксклюзивное издание своего дебютного студийного альбома Dua Lipa под названием Complete Edition с тремя новыми песнями, при работе над которыми сотрудничала с различными исполнителями. Это включало сотрудничество с южнокорейской гёрлгруппой BLACKPINK под названием «Kiss and Make Up».
В январе 2019 года Липа выпустила сингл «Swan Song» как часть саундтрека к фильму «Алита: Боевой ангел». В том же месяце Липа рассказала, что весь предыдущий год она провела в процессе написания своего второго студийного альбома. В августе 2019 года Липа стала лицом новых духов Yves Saint Laurent. 1 ноября 2019 года вышел сингл «Don’t Start Now» из предстоящего второго альбома. Вторым синглом из будущего альбома стал «Physical», который вышел 30 января 2020 года. Третий сингл «Break My Heart» вышел 25 марта. Релиз же самого альбома Future Nostalgia состоялся 27 марта 2020 года. В июле синглом вышла композиция «Hallucinate».
13 августа 2020 года вышел ремикс от The Blessed Madonna песни «Levitating». В записи ремикса приняли участие Мадонна и Мисси Эллиот. Этот ремикс предварял выход целого альбома ремиксов Club Future Nostalgia, который вышел 28 августа. 2 октября вышел ещё один ремикс на «Levitating», записанный уже при участии DaBaby. В конце октября вышел сингл «Fever», записанный при участии бельгийской певицы Анжель. Липа участвовала в записи сингла «Prisoner» Майли Сайрус, который вышел 19 ноября 2020 года.
11 февраля 2021 года Липа выпустила сингл под названием «We’re Good» вместе с переизданием второго альбома Future Nostalgia: The Moonlight Edition. В конце июля появилась на сингле рэпера Pop Smoke «Demeanor».
13 августа 2021 года Липа работала с Элтоном Джоном над песней «Cold Heart (Pnau remix)», выпущенной в качестве ведущего сингла со студийного альбома Джона The Lockdown Sessions. 15 октября сингл занял первое место в британском чарте синглов, став третьей песней Липы, добившейся такого успеха. В феврале 2022 года Липа запустила еженедельный информационный бюллетень о стиле жизни под названием Service95, а также сопровождающий его подкаст Dua Lipa: At Your Service.
11 марта 2022 года Липа работала с Megan Thee Stallion над песней «Sweetest Pie», выпущенной в качестве ведущего сингла с предстоящего второго студийного альбома Megan Thee Stallion.
27 ноября 2022 года певица получила гражданство Албании.

### С 2023 года: Дебют в кино иRadical Optimism
26 мая 2023 года Липа выпустила «Dance the Night», главный сингл саундтрека к фильму «Барби». Певица дебютировала в кино, сыграв Барби-русалку. В ноябре того же года Липа выкупила у TaP Music права на все свои песни и музыку. 9 ноября того же года певица выпустила главный сингл со своего третьего студийного альбома под названием «Houdini». Продюсеры песни Квин Паркер и Дэнни Л. Харле выступили одними из авторов альбома. Журнал Spin отметил, что Харле также является одним из продюсеров пластинки. Далее последовали синглы «Training Season» и «Illusion», выпущенные 15 февраля 2024 года и 11 апреля 2024 года, соответственно. Релиз альбома под названием Radical Optimism состоялся 3 мая 2024 года. Липа продолжила карьеру актрисы, появившись в шпионской экшн-комедии «Аргайл: Супершпион».
В марте 2024 года Липа объявила, что в июне того же года отправится в небольшое турне по европейским городам. Она выступила в амфитеатре в Ниме, Вальдбюне в Берлине и амфитеатре Пулы. В июне певица стала хедлайнером фестиваля в Гластонбери. 28 июня она завершила выступление на сцене Pyramid. 18 марта 2024 года Липа анонсировала концертный тур в поддержку альбома Radical Optimism. 17 октября она выступила в лондонском концертное зале Альберт-холл, где исполнила свои самые популярные хиты и песни со своего последнего студийного альбома. 8 ноября 2024 года вышел ремикс на песню «These Walls» с участием бельгийского певца Пьера де Мере в качестве четвёртого сингла Radical Optimism. 19 ноября Липа анонсировала релиз свой первой живой пластинки под названием Dua Lipa Live from the Royal Albert Hall, который вышел 6 декабря того же года.

## Музыкальный стиль
Основной жанр Дуа Липы — поп-музыка. Также её музыку относят к дарк-попу, данс-попу, синт-попу, R&B, дрим-попу и к альтернативному попу.

## Личная жизнь
В январе 2018 года сообщалось, что Липа рассталась со своим парнем Полом Клейном, с которым она встречалась на протяжении пяти месяцев. Также состояла в отношениях с моделью Айзеком Кэрью.
С июля 2019 по декабрь 2021 года состояла в отношениях с американской моделью Анваром Хадид. В 2023 году встречалась с французским кинорежиссёром Роменом Гаврасом, затем они расстались, поскольку Липа хотела сконцентрироваться на музыке. В начале 2024 года Липа начала встречаться с британским актёром Каллумом Тёрнером.

### Филантропия
Летом 2016 года Липа вместе со своим отцом создала фонд Sunny Hill Foundation, направленный в помощь жителям Косово, откуда родом её родители.

## Фильмография
| Год  | Название                 | Роль                         | Примечания                         |
| ---- | ------------------------ | ---------------------------- | ---------------------------------- |
| 2004 | Familja Moderne          | Подруга Роберта              | Второстепенная роль                |
| 2017 | Sounds Like Friday Night | Играет саму себя (соведущая) | 1 сезон, 6 эпизод                  |
| 2018 | Saturday Night Live      | Музыкальный гость            | Эпизод: «Natalie Portman/Dua Lipa» |
| 2018 | The Voice of Germany     | Играет саму себя/Советник    | 8 сезон; команда Марка Фостера     |
| 2023 | Barbie                   | Барби-русалка                |                                    |
| 2024 | Аргайл: Супершпион       | Лагранж                      |                                    |

## Дискография
- Dua Lipa (2017)
- Future Nostalgia (2020)
- Radical Optimism (2024)

## Туры
Хедлайнер
- 2016 UK Tour[англ.] (2016)
- Hotter Than Hell Tour[англ.] (2016)
- US/Europe Tour[англ.] (2017)
- The Self-Titled Tour[англ.] (2017—2018)
- Future Nostalgia Tour[англ.] (2020)

На разогреве
- Трой Сиван — Suburbia Tour[англ.] (2016)
- Бруно Марс — 24K Magic World Tour[англ.] (2017—2018)
- Coldplay — A Head Full of Dreams Tour[англ.] (2017)[117]

## Награды и номинации
| Год  | Организация                | Награда                                                        | Номинированная работа                                | Результат |
| ---- | -------------------------- | -------------------------------------------------------------- | ---------------------------------------------------- | --------- |
| 2016 | BBC                        | Sound of… 2016                                                 | Она сама                                             | Номинация |
| 2016 | MTV Europe Music Awards    | Best Push Act                                                  | Она сама                                             | Номинация |
| 2016 | Popjustice £20 Music Prize | Best British Pop Single                                        | «Hotter Than Hell»                                   | Номинация |
| 2017 | Eurosonic Noorderslag      | European Border Breakers Awards: United Kingdom                | Она сама                                             | Победа    |
| 2017 | Eurosonic Noorderslag      | Public Choice                                                  | Она сама                                             | Победа    |
| 2017 | Eurosonic Noorderslag      | Best Newcomer of the Year                                      | Она сама                                             | Победа    |
| 2017 | Brit Awards                | Critics' Choice                                                | Она сама                                             | Номинация |
| 2017 | NME Awards                 | Best British Female Artist                                     | Она сама                                             | Номинация |
| 2017 | NME Awards                 | Best New Artist                                                | Она сама                                             | Победа    |
| 2017 | SCTV Music Awards          | Young and Promising International Artist                       | Она сама                                             | Победа    |
| 2017 | Glamour Awards             | Next Breakthrough                                              | Она сама                                             | Победа    |
| 2017 | Teen Choice Awards         | Choice Breakout Artist                                         | Она сама                                             | Номинация |
| 2017 | BBC Radio 1’s Teen Awards  | Best British Solo Artist                                       | Она сама                                             | Номинация |
| 2017 | BBC Radio 1’s Teen Awards  | Best Single                                                    | «New Rules»                                          | Победа    |
| 2017 | MTV Europe Music Awards    | Best UK & Ireland Act                                          | Она сама                                             | Номинация |
| 2017 | MTV Europe Music Awards    | Best New Act                                                   | Она сама                                             | Победа    |
| 2017 | MTV Europe Music Awards    | Best Look                                                      | Она сама                                             | Номинация |
| 2017 | Telehit Awards             | Emerging Artist in Networks                                    | Она сама                                             | Номинация |
| 2017 | UK Music Video Awards      | Best Pop Video — UK                                            | «New Rules»                                          | Победа    |
| 2017 | UK Music Video Awards      | VEVO Must See Award                                            | «New Rules»                                          | Номинация |
| 2017 | BAMA Music Awards          | BAMA’s Best Video                                              | «New Rules»                                          | Номинация |
| 2017 | Urban Music Awards         | Best Pop Act                                                   | Она сама                                             | Номинация |
| 2017 | BBC Music Awards           | Album of the Year                                              | Dua Lipa                                             | Номинация |
| 2017 | The Beano Awards           | Pop Song of the Year                                           | «New Rules»                                          | Номинация |
| 2018 | Wish 107.5 Music Awards    | Wishclusive Performance of the Year by an International Artist | «Blow Your Mind (Mwah)»                              | Победа    |
| 2018 | Global Awards              | Best Song                                                      | «New Rules»                                          | Номинация |
| 2018 | Global Awards              | Best Female                                                    | Она сама                                             | Номинация |
| 2018 | Global Awards              | Rising Star Award                                              | Она сама                                             | Номинация |
| 2018 | Global Awards              | Best Pop                                                       | Она сама                                             | Номинация |
| 2018 | Brit Awards                | MasterCard British Album of the Year                           | Dua Lipa                                             | Номинация |
| 2018 | Brit Awards                | British Breakthrough Act                                       | Она сама                                             | Победа    |
| 2018 | Brit Awards                | British Female Solo Artist                                     | Она сама                                             | Победа    |
| 2018 | Brit Awards                | British Single of the Year                                     | «New Rules»                                          | Номинация |
| 2018 | Brit Awards                | British Video                                                  | «New Rules»                                          | Выбывание |
| 2018 | Gaygalan Awards            | International Song of the Year                                 | «New Rules»                                          | Номинация |
| 2018 | iHeartRadio Music Awards   | Лучшее музыкальное видео                                       | «New Rules»                                          | Номинация |
| 2018 | WDM Radio Awards           | Best Bass Track                                                | «Scared to Be Lonely» (при участии Мартина Гаррикса) | Победа    |
| 2018 | WDM Radio Awards           | Лучший электронный вокалист                                    | Она сама                                             | Победа    |

## Филателия
Dua Lipa изображена на почтовых марках Сьерра-Леоне и Косово за 2022 год.